# Ridder, Dood en Duivel
Ridder, Dood en Duivel of De ridder, de dood en de duivel (Duits: Ritter, Tod, und Teufel) is een gravure uit 1513, gemaakt door de Duitse kunstenaar Albrecht Dürer, 24,5 x 19,0 centimeter groot. De gravure wordt meestal door kunsthistorici tot de Meisterstiche-reeks geschaard, samen met de eveneens door Dürer vervaardigde gravures Melencolia I en De Heilige Hiëronymus in zijn studeervertrek. De afbeelding toont een geharnaste ridder te paard, die vergezeld wordt door zijn trouwe hond. Hij rijdt door een nauwe kloof, alwaar hij gade wordt geslagen door de Duivel, met geitenkop, en een man met een rottend lijf die symbool staat voor de Dood. De ridder rijdt met opgeheven hoofd door, schijnbaar onaangedaan door de aanwezigheid van de Duivel en de Dood. Hij lijkt deze twee bijna wel te minachten, en hierom werd de ridder op de gravure later door anderen vaak als een symbool van moed en morele deugd beschouwd. Het harnas van de ridder, het paard dat uittorent boven de Duivel en de Dood, de eikenbladeren en het fort op de bergtop op de achtergrond zouden allemaal symbool staan voor de kracht van het christelijke geloof.
Later is de gravure veel gekopieerd door andere kunstenaars. Ook op Duitse schrijvers had het grote invloed. Zo verwees Friedrich Nietzsche in zijn in 1872 gepubliceerde boek Die Geburt der Tragödie aus dem Geiste der Musik naar de gravure, waarmee hij probeerde om het begrip "pessimisme" te duiden. Door het Nazi-regime daarentegen werd de gravure geïdealiseerd. De ridder zou volgens hen de raszuivere Ariër vertegenwoordigen. De gravure werd dan ook een aantal keer in Nazi-propaganda gebruikt.
De meeste grote prentenkabinetten bezitten een exemplaar van Ridder, Dood en Duivel. Ook zijn er veel afdrukken aanwezig in de collecties van particuliere verzamelaars, vaak latere drukken die in minder goede staat verkeren. In Nederland zijn afdrukken van de gravure aanwezig in de collecties van het Museum Boijmans van Beuningen en het Teylers Museum.

## Invloed
Vele schrijvers en dichters haalden de gravure aan in hun werk. De Duitse filosoof Friedrich Nietzsche verwees naar de gravure om zijn ideeën over pessimisme kracht bij te zetten.
In 1988 schreef de Italiaanse schrijver Leonardo Sciascia de misdaadroman Il cavaliere e la morte (De ridder en de dood). De titel verwijst naar het feit dat de hoofdpersonage in dit boek, een politieman die kortweg 'de Adjunct' wordt genoemd, een druk van de gravure aanschaft.
De Argentijnse schrijver en dichter Jorge Luis Borges schreef twee gedichten naar aanleiding van de gravure, "Ritter, Tod, und Teufel" (I) and "Ritter, Tod und Teufel" (II). In het eerste gedicht prijst hij de moed van de ridder. In het tweede gedicht vergelijk hij zijn eigen gemoedstoestand met die van de ridder.
De Nederlandse nationaalsocialistische dichter en vertaler Jan Eekhout vertaalde in 1942 een gedicht van de Duitse dichter Heinrich Anacker, en nam dit gedicht op in de een bundel vertolkingen van Duitse gedichten. Deze bundel gaf blijk van Eekhouts bewondering voor de Duitse taal en cultuur.
- Gemeinsame Normdatei: 4455254-3